# Харитонов, Александр Георгиевич
Александр Георгиевич Харитонов (род. 04.03.1948, Москва) — советский и российский архитектор, художник-живописец, сценограф.

## Биография
Александр Георгиевич Харитонов первые уроки рисунка и живописи получил от мамы, художницы Лины (Ангелины) Васильевны Порхуновой и старшего брата, художника Валерия Харитонова. В 1973 году окончил Московский Архитектурный Институт (МАРХИ), где учителями и наставниками были И. Д. Мельчаков, А. Н. Душкин, Н. Н. Уллас. В 1982 году окончил спецфакультет МАРХИ по направлению «Градостроительное прогнозирование, функционально-пространственная организация и композиция городов».

## Архитектура
1973—1982 — работал в Центральном научно-исследовательском и проектном институте курортных, туристских, оздоровительных и лечебных зданий (ЦНИПИ), где спроектировал в составе авторского коллектива следующие объекты: Молодёжный центр «Олимпиец» в Шереметьево (объект удостоен Государственной премии РСФСР за 1981), санаторий «Морской прибой» (корпус Люкс) в Мисхоре (Крым), военный санаторий «Золотой берег» в Сукко (Анапа).
В 1982 вступил в Союз архитекторов России.

## Сценография
Параллельно с архитектурной деятельностью в 1980-х годах работал в театрах сценографом и художником по костюмам. С братом Валерием Харитоновым оформил спектакли в Паневежском драматическом театре «Обыкновенная история» И. А. Гончарова (1983), режиссёр Эдуард Марцевич; «Три сестры» А. П. Чехова (1984), режиссёр Юлюс Даутартас; в Ивановском драматическом театре «Дикарь» А. Касона (1985), режиссёр Виталий Иванов.
В 1985 — главный художник Клуба советской делегации XII Всемирного фестиваля молодёжи и студентов в Москве, режиссёр Виталий Иванов.
В 1987 — художник-сценограф концерта-представления «Бурда моден» в Колонном зале Дома Союзов, режиссёр Полина Лобачевская.
В 1990-х годах, будучи успешным и востребованным архитектором, Александр Харитонов выступает как профессиональный художник, участвует в выставках театральной секции Московского союза художников (МСХ).
С 2002 по н.в. — художник проекта «Искусство России»
В 2003 вступил в Московский союз художников (секция театра и кино).
С 2017 по н.в. — художник Международного клуба художников «Творчество»

## Выставки
1990 — Лос-Анджелес. Галерея «Нео-Шаг»
1991 — Прага. Галерея «Art-S»
1993 — Москва. Выставочный зал МСХ на Кузнецком мосту (совместно с Валерием Харитоновым), галерея «Арт-сервис»
1994 — Москва. Театр «Вернисаж» на Беговой, персональная выставка
1994 — Москва. Культурный центр на Петровке, персональная выставка
1995 — Москва. Галерея «Нагорная» (совместно с Валерием Харитоновым)
1998 — Москва. Выставочный зал союза архитекторов России, персональная выставка
1998 — Москва. ЦДХ Крымский вал МКСХ, журнал «АСД»
2001 — Москва. ЦДХ Крымский вал МКСХ, галерея «Expo-art-ru»
2001 — Москва. ГВЗ «Тушино» (совместно с Валерием Харитоновым)
2002 — Москва. «Арт-Манеж 2002», галерея «Сад Роз»
2003 — Валлетта. Российский центр науки и культуры на Мальте (РЦНК), галерея «Арка», персональная выставка
2003 — Москва. ЦДХ Крымский вал «Арт-Салон 2008»
2004 — Москва. ГВЗ «Новый Манеж» (совместно с Валерием Харитоновым), галерея «Арка»
2004 — Москва. Духовное возрождение России, галерея «Кентавр»
2004 — Москва. ВООПИК, галерея «Арка», персональная выставка
2005 — Москва. ЦДХ Крымский вал, галерея «Арка», персональная выставка
2005 — Москва. ЦДХ Крымский вал, галерея «Alliance-ART»
2006 — Москва. «Арт-Манеж 2006», галерея «Новый Манеж»
2006 — Москва. ЦДХ Крымский вал «Арт-Салон 2008», галерея «Альянс-Арт», персональная выставка
2007 — Москва. Культурный центр ГлавУпДК при МИД России, МСХ
2007 — Москва. «Арт-Манеж 2007», галерея «Новый Манеж»
2007 — Москва. Гостиный двор. Первый Международный Рекламный Форум, персональная выставка
2008 — Москва. ГВЦ «Новый Манеж», персональная выставка
2008 — Москва. ЦДХ Крымский вал, галерея «Арка», персональная выставка
2008 — Москва. ГВЗ Манеж, «Традиции и современность»
2008 — Москва. ГВЗ «Тушино», «Семейные традиции»
2009 — Москва. Дом Романса, галерея «Арка», персональная выставка
2009 — Москва. «Арт-Манеж 2009», галерея «Новый Манеж»
2009 — Москва. ГВЗ «Тушино», Художественные традиции Северо-Запада Москвы
2009 — Москва. Галерея «Марго-арт», персональная выставка
2010 — Москва. «Арт-Манеж 2010», галерея «Новый Манеж»
2010 — Валлетта. Российский центр науки и культуры на Мальте (РЦНК), галерея «Арка», персональная выставка
2011 — Москва. «Арт-Манеж 2011», галерея «Новый Манеж»
2013 — Москва. ЦДХ Крымский вал, галерея «Арка», персональная выставка «Моя реальность»
2014 — Монако. Помещение банка USB, персональная выставка
2015 — Москва. ДК «Гайдаровец» (совместно с Полиной Харитоновой), галерея «Арка»
2015 — Москва. Центральный дом кино на Васильевской (совместно с Полиной Харитоновой), галерея «Арка»
2015 — Москва. Выставочный зал МСХ, Кузнецкий мост 11, «Магия театра и кино» (совместно с Полиной Харитоновой), МСХ
2015 — Москва. ГВЗ «Тушино» (совместно с Полиной Харитоновой), галерея «Арка»
2018 — Москва. Межконфессиональный культурный центр «Покровские ворота», галерея «Арка», персональная выставка
2019 — Москва. Проект «Искусство России» совместно с Международным клубом художников «Творчество»

## Картины находятся в коллекциях
Фонд королевы Испании Софии (Мадрид)
Музей современного русского искусства (Джерси-Сити США),
Концерн КРОСТ (Москва)
Международная конфедерация Союзов художников (МКСХ) (Москва)
Галерея «Новый Манеж» (Москва)
Межконфессиональный культурно-просветительский центр «Покровские ворота» (Москва)
Международный клуб художников «Творчество» (Москва)
В частных собраниях:
Академика Е. П. Велихова
Экс-президента республики Мальты Джорджа Абелы
Экс-премьер-министра республики Мальты Джозефа Муската
Поэта и помощника президента Мальты Акилле Мицци
Посла республики Мальты в России Кармена Бринката

## О художнике
…Живопись Александра Харитонова напоминает о таких течениях западной живописи, как экспрессивная или «лирическая» абстракция, дополняемая изобразительными пейзажными фрагментами, а также определёнными символическими мотивами, сочетающие иносказание метафор с религиозным подтекстом. У Харитонова размашистая «анархичная» удаль экспрессивного почерка совмещена с охранительными и созидательными тенденциями: не разрушать, а воссоединять «распавшуюся связь времен» призваны эти полотна живописца, независимо от конъюнктуры и изменчивых прихотей моды…— Сергей Кусков, искусствовед. Из статьи «Свет запредельный и путеводный» 

…Современность видится Александром как взрывное обновление природы. История предстаёт в ином качестве — как мистическое зрелище или призрак. В его «исторических полотнах» природа аккомпанирует «золотой» архитектуре — олицетворению творческого гения человечества. Эстетизм у Александра Харитонова неотделим от таинственной поэзии мира, разгадки его прошлого и настоящего…— Игорь Светлов, доктор искусствоведения. Из статьи «Достоинство самостоятельности»

…Красота живописной поверхности холста — это то первое, что, прежде всего, обращает на себя внимание, когда впервые видишь полотна Александра Харитонова. Абстракция Харитонова — это не абстрагирование от реальности. Это иная реальность, художественные принципы которой соотносятся с положением известной теории вчувствования: реальность мыслей, снов, фантазий, тонкая материя души, путешествие духа в глубины памяти. Его картины — это символы и знаки культуры, её многослойности, выразители судьбы культурных ценностей в современном мире…— Лия Адашевская, искусствовед. Из статьи «Всё в мире неизменный связует строй» 

…Александр мастер счастливых видений, в которых трепещут крылья райских птиц и колышутся первозданные сказочные соцветья. И он же слышит голос Пророка, которому нет покоя, ибо жизнь, какова она есть, добром не кончится. По этой причине, вероятно, художник, подобно своим духовным предкам в XVIII и XIX веках, так истово пытается найти ощущение светлого метафизического города, цитадели чистоты, где можно сохранить цветы райского сада от приближающегося конца света…— Ольга Семенцова искусствовед. Из статьи «Нерукотворное нечто»

## Государственная служба
1997—2010 — начальник территориального агентства Северо-Западного административного округа (СЗАО), Комитета рекламы, информации и оформления города Москвы Правительства Москвы.

## Публикации
1988 — Архитектура комплексов отдыха, М. Стройиздат, под редакцией А. Т. Полянского
1993 — газета Московская правда от 27.07
1993 — Общая газета № 6/8
1995 — газета Изограф № 7 июль
1997 — журнал Джентльмен № 6
1998 — каталог Museum of Contemporary Russian Art, Unknown Russia, Jersey City (USA)
1998 — журнал Архитектура, Строительство, Дизайн (АСД) № 1/7
1998 — журнал Москва № 9
2001 — альбом, статья Сергея Кускова. Свет запредельный и путеводный, М. изд. Лето
2001 — книга Капитолины Кокшенёвой. Самые знаменитые живописцы России, М. изд. Вече
2002 — каталог Арт Манеж М.изд. ЦВЗ Манеж
2002 — журнал Декоративное искусство (ДИ) № 5-6, М. изд. РАХ
2003 — газета Sunday Times November 2 Malta Valletta
2004 — каталог Арт Манеж М. изд. ЦВЗ Манеж
2004 — альбом, статья Лии Адашевской. «Всё в мире неизменный связует строй…», М. изд. Лето
2004 — журнал Техника — молодёжи № 7
2005 — журнал Столичный стиль № 10
2005 по н. в. — книга Искусство России, М. изд. СканруС
2005—2011 — каталог Арт Манеж М.изд. ЦВЗ Манеж
2005 — альбом Иная живопись, М. изд. Лето
2005—2006 — журнал Столичный стиль № 12-1
2007 — журнал Собранiе № 4/15, статья Ольги Семенцовой «Нерукотворное нечто» М. изд. РИЦ Собранiе
2007 — газета Октябрьское поле № 1/549, № 19/568
2007 — журнал «Человек. Культура. Город» № 5/45 М. изд. ИПЦ Социум
2009 — каталог «Художественные традиции Северо-Запада Москвы» М. изд. М. Контакт-культура
2009 — книга «Искусство в современном мире», статья Анны Сопоцинской «Арт Манеж-2007», выпуск 3, М. изд. РАХ
2010 — альбом «И чудный мир видений полный…» М. изд. Лето
2012 — альбом «Через века», М. изд. Лето
2018 — альбом, статья Сергея Кускова. Из времени в вечность…, М. изд. Лето